# 工部 (部首)
工部，為漢字索引裡為部首之一，康熙字典214個部首中的第四十八個（三劃的則為第十九個）。在傳統漢字與中文簡化字中，工部都被歸於部首三劃。工部通常是從上、下、左、右方均可為部字，字體主體可辨認為工部，且無其他部首可用者將部首歸為工部。

## 部首單字解釋
1.精巧。
2.擅長。
3.從事勞動生產的人。
4.工作。
5.量詞。工人工作一天叫一工。
6.姓。見萬姓統譜 · 一。

## 字形

甲骨文
金文
大篆
小篆

## 名稱
- 漢語：工部（拼音：gōngbù　注音：ㄍㄨㄥ ㄅㄨˋ）
- 日語：
- 朝鲜語：

## 字例
| 除部首外之筆劃 | 字例 -{        |
| -------------- | -------------- |
| 0              | 工             |
| 1              | 㠪             |
| 2              | 左巧巨功匞卭邛 |
| 3              | 攻巩巪㚽       |
| 4              | 巫瓨贡         |
| 6              | 项巬巭         |
| 7              | 差㠫㠬恐       |
| 9              | 巯㠭𢀥         |
| 10             | 巰𢀦𢀧         |
| 12             | 㠮𢀫𢀨         |
| 13             | 𢀬             |
| 14             | 𢀭             |
| 15             | 𢀮             |
| 18             | 𢀱𢀲 }-        |

工作韓國漢字：1.巪：人名。；2.巭：功夫，勉學、役工。；3.巬、㠫、㠬：「巭」之俗字。